# Eva-Christine Frentz
Eva-Christine Frentz (* 29. August 1955) ist eine deutsche Juristin. Sie war von 2000 bis 2018 Richterin am Bundesverwaltungsgericht.

## Leben und Wirken
Frentz studierte Rechtswissenschaften in Hamburg, Bonn und Göttingen. 1984 wurde sie an der Universität Hamburg mit einer rechtsgeschichtlichen Arbeit über „Das Hamburgische Admiralitätsgericht (1623-1811). Prozeß und Rechtsprechung“ zum Doktor der Rechte promoviert und trat in den Justizdienst des Landes Niedersachsen ein. Hier wurde sie am Verwaltungsgericht Stade tätig. Von August 1986 bis Mai 1987 war sie zur Stadt Celle abgeordnet. Eine weitere Abordnung erfolgte ab Dezember 1989 zum Bundesministerium für Jugend, Familie, Frauen und Gesundheit. Es schloss sich von August 1990 bis August 1992 eine Abordnung als wissenschaftliche Mitarbeiterin an das Bundesverwaltungsgericht an. Während dieser Abordnung wurde Frentz zur Richterin am Niedersächsischen Oberverwaltungsgericht ernannt. Ab Januar 1999 war Frentz neben ihrer hauptamtlichen Tätigkeit für drei Jahre stellvertretendes richterliches Mitglied am Gerichtshof für die Heilberufe Niedersachsens.
Im September 2000 erfolgte Frentz' Ernennung zur Richterin am Bundesverwaltungsgericht. Hier war sie zunächst den für die Verfahren nach der Wehrdisziplinar- und Wehrbeschwerdeordnung zuständigen Wehrdienstsenaten zugewiesen, später dem für Wehrbeschwerdesachen zuständigen 1. Wehrdienstsenat. Frentz trat am 31. Dezember 2018 in den Ruhestand.

## Schriften (Auswahl)
Das Hamburgische Admiralitätsgericht (1623-1811). Prozeß und Rechtsprechung (Rechtshistorische Reihe, Bd. 43), Frankfurt a. M. 1985.